# 龙坪乡
龙坪乡，是中华人民共和国湖北省恩施土家族苗族自治州建始县下辖的一个乡镇级行政单位。

## 行政区划
龙坪乡下辖以下地区：
龙潭坪社区、龙潭村、姜家坪村、玉兰村、黄金坦村、魏家垭村、新场垭村、辽箭坪村、崔家坪村、二台荒村、青林沟村、柳林荒村、金盆坦村、彭家坦村、下棋棚村、新佛寺村、店子坪村、桃园垭村、岔口子村、大树湾村、杨桥河村、申酉坪村、山羊头村、小垭村、后湾村、铁厂坝村、野果寨村、花椒园村和楂树坪村。